# Brez povratka 5
Brez povratka 5 (izvirni angleški naslov Final Destination 5) je ameriška nadnaravna 3D grozljivka iz leta 2011, delo filmskega režiserja Stevena Quala. Scenarij je napisal Eric Heisserer. Film je peti del istoimenske filmske serije. V njem igrajo Nicholas D'Agosto, Emma Bell, Miles Fisher, Arlen Escarpeta, David Koechner in Tony Todd. Izšel je 12. avgusta 2011 in prejel večinoma pozitivne kritike ter prinesel 157 milijonov USD prihodkov.

## Vsebina
Sam Lawton se s svojimi kolegi iz podjetja odpravi na službeni izlet. Ko prečkajo most North Bay, Sam doživi videnje, v katerem se most poruši in vsi razen njegove bivše partnerke Molly Harper umrejo, saj jo Sam pravi čas spravi čez most. Sam zažene paniko in izstopi iz avtobusa preden se most res poruši, skupaj z Molly, prijateljema Nathanom Searsem in Petrom Friedkinom, Petrovo partnerko Candice Hooper, šefom Dennisom Lapmanom in sodelavcema Olivio Castle ter Isaacom Palmerjem. Agent FBI Jim Block ne verjame, da je Sam odgovoren za uničenje mostu, vendar se ga odloči nadzorovati. Na pogrebu ostalih sodelavcev pogrebnik William Bludworth skrivnostno pove preživelim, da »Smrt ne mara biti ogoljufana« in da naj bodo previdni. Ker vsi mislijo, da je to nesmisel, ga ignorirajo in odidejo.
Kasneje se Candice odpravi na vadbo gimnastike skupaj s Petrom. Verižna reakcija povzroči, da Candice pade in si zlomi hrbtenico, kar povsem pretrese Petra. Naslednji dan Isaacu pade na glavo kip Bude in ga ubije med akupunkturo v kitajskem salonu. Bludworth ostalim preživelim pove, da če hočejo pretentati Smrt, morajo ubiti nekoga, ki ne bi umrl na mostu, s čimer bi dobili preostali čas njegovega življenja.
Isti dan Olivia odide na lasersko operacijo očesa. Medtem ko njen okulist išče njene izvide, ji laser poškoduje oko in dlan. Olivia se reši, k njej prihitita Sam in Molly, vendar kasneje pade skozi okno na avto in umre. Sam ugotovi, da umirajo po zaporedju kot bi morali umreti na mostu. Skupaj z Molly ugotovita, da je naslednji na vrsti Nathan.
Medtem Nathan, ki se vrne v tovarno, ponesreči ubije sodelavca Roya Carsona z dvižno kljuko, kar mu prinese preostanek Royevega življenja. Ko Dennis prispe na kraj dogodka, da bi Nathana povprašal o nesreči, vanj zleti ključ in ga ubije. 
Ta večer Sam dela v restavraciji in prosi svojega šefa, če bi mu pustil restavracijo po zaprtju za zmenek z Molly. Peter, ki po Candicini smrti podleže paranoji in norosti, zmoti zmenek in pove, da želi ubiti Molly ter tako pridobiti njeno življenje. Ko Peter izvleče pištolo, Molly in Sam zbežita v kuhinjo. V restavracijo pride tudi agent Block, ki zasliši strele, vendar ga Peter hitro ubije. Ker sedaj verjame, da je varen, se Peter odloči ubiti še Molly in Sama ter tako odstraniti vse priče. Sledi pretep, v katerem Sam ubije Petra. Sam verjame, da je z ubojem Petra dobil življenjsko dobo agenta Blocka, ki ga je prej ubil Peter.
Dva tedna kasneje se Sam in Molly odpravita z letalsko družbo Voleé v Pariz. Takoj, ko se usedeta, na letalu pride do prepira med dvema potnikoma (Alexom Browingom in Carterjem Hortonom), ki sta nato skupaj z nekaterimi drugimi potniki odstranjena z letala. Sam sliši, da je eden od potnikov imel vizijo in se zave, da sta z Molly na letu 180, vendar je prepozno, saj se po vzletu vžge eden od motorjev, ki povzroči eksplozijo letala. Na Royevem pogrebu Nathan izve, da je imel Roy možgansko anevrizmo, zaradi katere je bila njegova smrt le še vprašanje časa. Zave se, da je še vedno v nevarnosti, kmalu za tem pa ga ubije kolo letala leta 180, ki po eksploziji pade na lokal, v katerem je sedmina. Nato se prikažejo še dogodki iz prvih štirih filmov.

## Igralci
- Nicholas D'Agosto kot Sam Lawton
- Emma Bell kot Molly Harper
- Miles Fisher kot Peter Friedkin
- Ellen Wroe kot Candice Hooper
- Jacqueline MacInnes Wood kot Olivia Castle
- P. J. Byrne kot Isaac Palmer
- Arlen Escarpeta kot Nathan Sears
- David Koechner kot Dennis Lapman
- Courtney B. Vance kot agent Jim Block
- Tony Todd kot William Bludworth
- Brent Stait kot Roy Carson